# Lammersdorf
Lammersdorf ist ein Ortsteil von Simmerath in der Städteregion Aachen in Nordrhein-Westfalen. Mit seinen 2364 Einwohnern (Stand 31. Dezember 2021) ist Lammersdorf die zweitgrößte Ortschaft in der Gemeinde Simmerath. Der westliche Teil von Lammersdorf wird durch die Vennbahntrasse vom übrigen Ort staatsrechtlich getrennt, da der Bahnkörper, mit dem ehemaligen Bahnhof, belgisches Staatsgebiet ist und zur belgischen Gemeinde Raeren zählt. Somit ist dieser Teil von deutschem Boden nur mittels Grenzübertritt aus erreichbar und gehört neben Mützenich, Ruitzhof, Rückschlag und Münsterbildchen zu den fünf deutschen Exklaven auf belgischem Territorium. Das Gebiet der Exklave Roetgen/Lammersdorf erstreckt sich von Lammersdorf zwischen der Grenze zu Belgien und der Vennbahn bis nach Roetgen.

## Geschichte

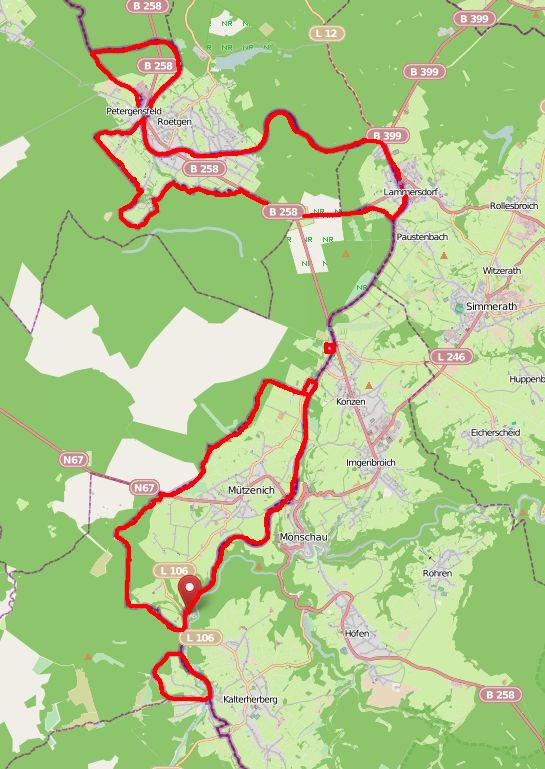
Die belgische Eisenbahntrasse der stillgelegten Vennbahn „trennt“ auch Lammersdorf

Bis Ende 1971 gehörte Lammersdorf als eigenständige Gemeinde zum ebenfalls aufgelösten Kreis Monschau (siehe Aachen-Gesetz). Am 1. Januar 1972 wurde Lammersdorf nach Simmerath eingemeindet.
Der Eifelort „Lammersdorf“, der in früheren Jahren den Beinamen „Am Fusse des Hohen Venns“ trug, wurde nachweislich im Jahr 1361 erstmals in einer Urkunde als „Lamberscheyt“ erwähnt und gehört somit zu den ältesten Dörfern des Monschauer Landes. Die Entwicklung der kleinen Gemeinde verlief zunächst ähnlich wie bei den meisten Dörfern der Nordeifel. Bis zur Eroberung des Linken Rheinufers durch die französischen Revolutionstruppen (1794) gehörte Lammersdorf zum Herzogtum Jülich und wurde 1798 als Teil des Rur-Départements Sitz einer Mairie. Nach der Niederlage Frankreichs kam Lammersdorf 1815 aufgrund der Vereinbarungen beim Wiener Kongress zum Königreich Preußen und wurde ein Jahr später Sitz einer Bürgermeisterei. Im Jahr 1850 wurde diese Bürgermeisterei aufgelöst und die Gemeinde Lammersdorf der Bürgermeisterei Simmerath zugeordnet.
Im 19. Jahrhundert galt die Eifel als öde, rau und kalt. Karge Böden und zersplitterte Eigentumsverhältnisse trugen dazu bei, dass viele Kleinbauern und Gewerbetreibende ihre Existenz verloren oder am Existenzminimum lebten. In den Eifeler Hochlagen wie in Lammersdorf gab es Missernten und Notjahre. Die Situation spitzte sich in den 1870er Jahren zu. Menschen aus der Region migrierten in die Region Aachen / Stolberg und fanden Arbeit in Stahl- und Metallbetrieben. Manche wanderten aus, insbesondere nach Amerika. Im Jahr 1885 begann auf der Vennbahn der Personenverkehr zwischen Aachen/Rothe Erde und St. Vith. Dies änderte – insbesondere in Lammersdorf – die Lage, infolgedessen der Fremdenverkehr deutlich zunahm und Gasthöfe, Cafés und Hotels eröffnet wurden. 1929 gab es in Lammersdorf vier Gastwirtschaften, zwei Schankwirtschaften und ein Café.
Noch bis etwa 1900 reichte das moorige Venngebiet, unterbrochen von urwaldähnlichen Eichen- und Buchenwäldern bis unmittelbar an den Ortskern. Dieser bestand aus einigen stattlichen Bauernhöfen und einer kleinen, um 1700 erbauten Kirche. Der karge Boden gab kaum mehr her als das Gras, auf dem die Kühe weiden konnten. Die Schweine wurden zur Mast in die umliegenden Eichenwälder getrieben. Das Leben der Bauern und Handwerker war hart und viele Menschen hatten eine starke Bindung an die katholische Kirche.
Mit der Ansiedlung der Firma Otto Junker GmbH im Jahr 1924 wurde vieles anders. Immer mehr Menschen kamen nach Lammersdorf, um dort Arbeit und eine neue Heimat zu finden. Um 1960 erreichte die Industrieöfen- und Maschinenbaufirma Junker mit rund 1200 Beschäftigten ihren höchsten Personalstand. Mit der Expansion von Junker stieg auch die Einwohnerzahl. Um 1955 gab es in Lammersdorf mehr als 50 Geschäfte und Handwerksbetriebe.
Gegen Ende des Zweiten Weltkrieges wurde Lammersdorf zum Aufmarschgebiet für die Kämpfe im Hürtgenwald. Mehr als 300 Bewohner, die sich der Evakuierung widersetzt hatten und in ihren Häusern geblieben waren, mussten den Granatenbeschuss durch die deutsche Wehrmacht und die fast sechsmonatige Besatzung durch westalliierte Truppen aushalten. Man schätzt, dass zwischen 4000 und 6000 Granaten auf Lammersdorf abgeschossen wurden. Nach der Währungsreform 1948 begann auch in Lammersdorf das Wirtschaftswunder.
Nach Ende des Zweiten Weltkrieges plante Belgien, die durch die Vennbahn entstandene Exklave zu annektieren, ließ diese Pläne aber im April 1949 wieder fallen.
Der Deutsch-Belgische Grenzvertrag von 1956 regelte letztmals unter anderem die Rückgabe bestimmter Teilgebiete im Bereich des heutigen Ortes Lammersdorf. Dies erfolgte am 28. August 1958 (BGBl. II S. 262).
In der Zeit des Kalten Krieges war Lammersdorf einer der Senderstandorte des NATO-Kommunikationssystems ACE High.
Zum Ende des Jahres 1961 kehrte ein Mitarbeiter der Firma Otto Junker von einem Montageeinsatz aus Indien zurück, der sich dort mit den Pocken infiziert hatte, was zunächst nicht erkannt wurde. Am 4. Februar 1962 erklärte die Weltgesundheitsorganisation den Landkreis zum Internationalen Infektionsgebiet. In der Firma Junker untersuchte Constantin Orfanos möglicherweise infizierte Mitarbeiter, die Behandlung erfolgte durch den später dafür ausgezeichneten Günter Stüttgen im Simmerather St.-Brigida-Krankenhaus. Im später als extrem mild bezeichneten Verlauf der Epidemie starb eine Frau, weitere 37 Menschen erkrankten schwer oder mittelschwer und mehr als 700 wurden unter Quarantäne gestellt. Erst am 10. April 1962 konnten die letzten fünf Patienten als geheilt entlassen werden.

## Kultur und Sehenswürdigkeiten

### Bauernmuseum Lammersdorf

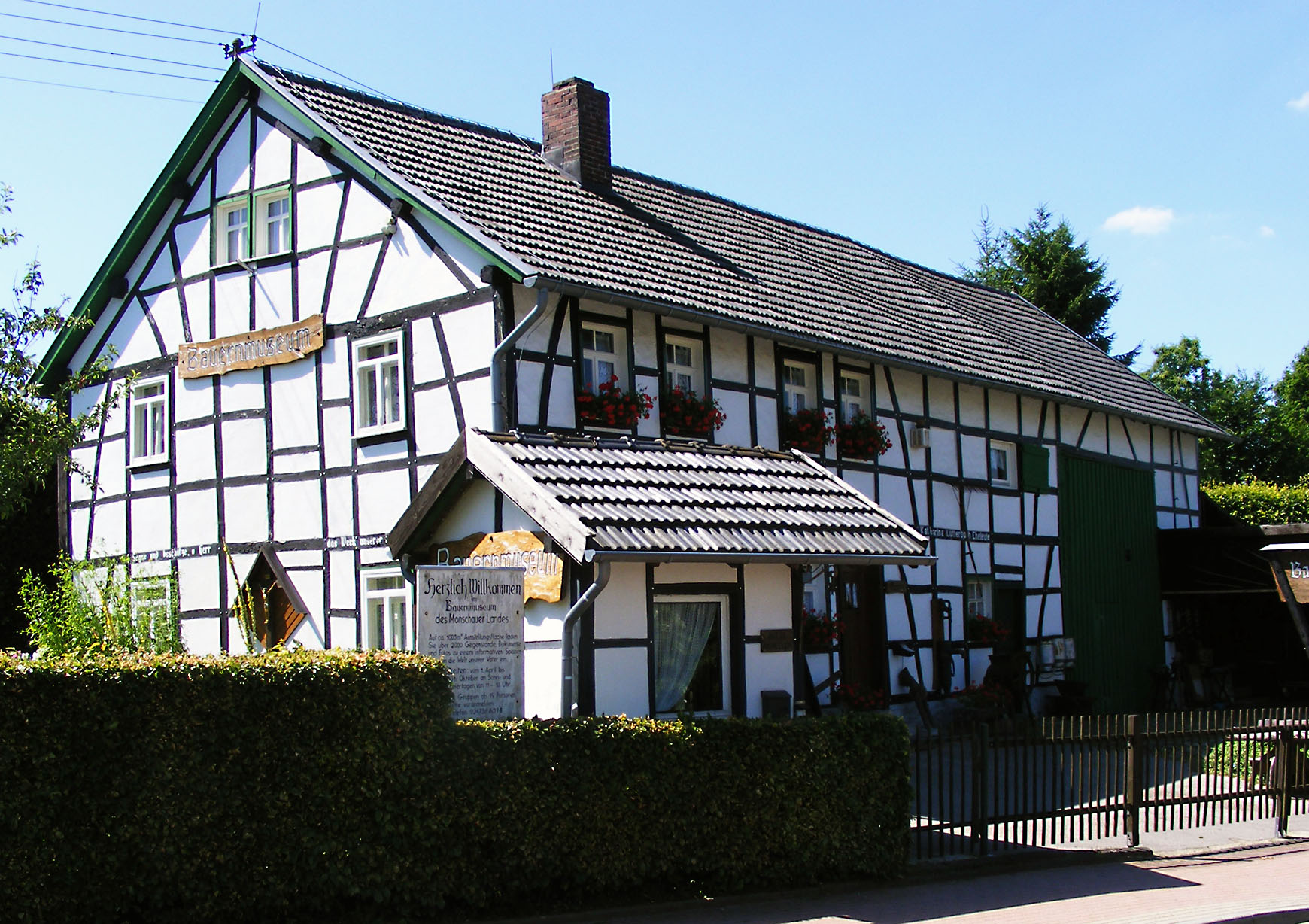
Bauernmuseum Lammersdorf

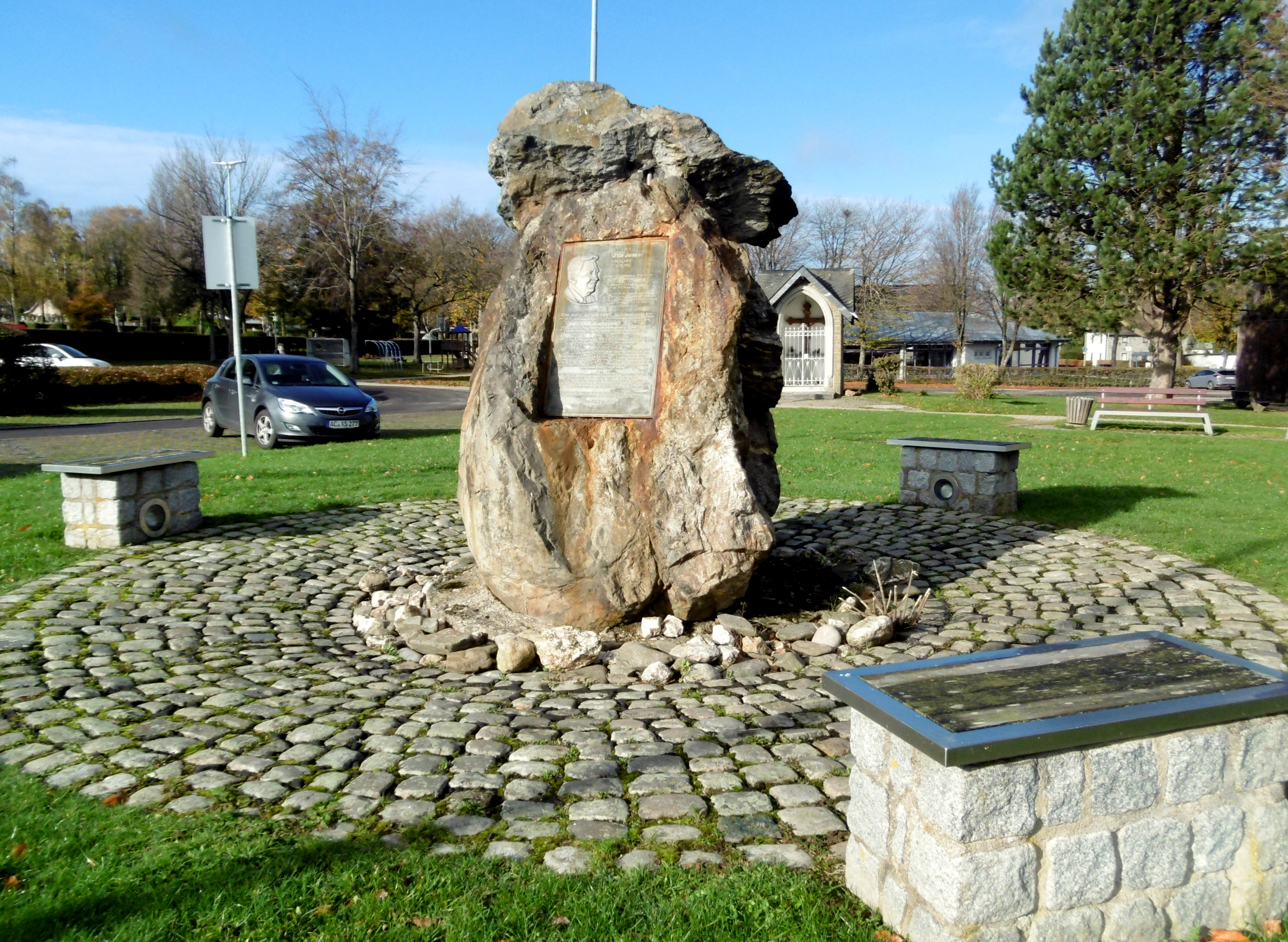
Otto-Junker-Denkmal

Das Bauernmuseum Lammersdorf wurde 1983 gegründet und wird seitdem geleitet vom Verein für Heimatgeschichte und Dorfkultur Lammersdorf e. V. Gezeigt werden in sieben nachgestellten Wohnräumen, einem Kuhstall mit Werkstatt, einer Scheune und einem  Informationsraum unter anderem Geräte, Einrichtungen und ein Backhaus. Über 3000 Exponate zu den Themen wie beispielsweise Vom Korn zum Brot, Vom Flachs zum Leinen und Vom Schaf zur Wolle stellen die beschwerliche Arbeit der Eifeler Bauern dar.

### Bauwerke
- Bauernmuseum Lammersdorf,
- Fernsehsender Monschau, auch Fernmeldeturm Lammersdorf, Fernsehsendeantenne abgebaut
- Katholische Pfarrkirche St. Johann Baptist

### Veranstaltungen
- alljährliche „Highland Games Nordeifel“

### Tourismus und Naherholung
- Durch den Ort führt der Vennbahn Rad- und Wanderweg zwischen Aachen und Ulflingen in Luxemburg,[8]

## Verkehr
Die AVV-Buslinien 68 und SB 63 der ASEAG sowie 86 und SB 86 des Rurtalbus verbinden Lammersdorf mit Simmerath, Aachen, Vossenack und Düren. In den Nächten vor Samstagen sowie Sonn- und Feiertagen sorgt eine Nachtbuslinie der ASEAG für Verbindungen aus Richtung Aachen.
| Linie | Betreiber | Verlauf |
| ----- | --------- | --- |
| 68    | ASEAG     | (Lammersdorf – Witzerath – Rollesbroich –) Simmerath – (Kesternich –) Strauch – Steckenborn – Woffelsbach – Rurberg (– Einruhr) |
| 86    | Rurtalbus | Vossenack – Raffelsbrand – Lammersdorf – Paustenbach – Bickerath – Simmerath Bushof |
| SB63  | ASEAG     | Schnellbus: Aachen Bushof – Elisenbrunnen – Misereor – Aachen Hbf – Marienhospital – Burtscheid – Oberforstbach Gewerbegebiet (– Rott) – Roetgen – Lammersdorf – (Paustenbach – Bickerath) / (Rollesbroich – Strauch Am Roßbach) – Simmerath |
| SB86  | Rurtalbus | Schnellbus: Düren Bf/ZOB – StadtCenter – Düren Kaiserplatz – Birgel Alte Post – Gey – Großhau – Kleinhau – Hürtgen – Vossenack – Raffelsbrand – Lammersdorf – Paustenbach – Bickerath – Simmerath |
| N60   | ASEAG     | Während der Sperrung der B258 kann der Nachtexpress in Konzen nur die Haltestellen Konzen Bf. und Breitestr. bedienen. Aus Zeitgründen kann Imgenbroich nicht bedienen. Nachtexpress: nur in den Nächten vor Samstagen sowie Sonn- und Feiertagen Aachen Hauptbahnhof → Elisenbrunnen → Aachen Bushof → Kaiserplatz → Josefskirche → Bf Rothe Erde → Forst → Brand → Kornelimünster → Walheim → Hahn → Rott → Roetgen → Lammersdorf → Rollesbroich → Witzerath → Simmerath → Strauch Am Roßbach → Kesternich → Am Gericht → Konzen Breitestr. → Konzen Bf. → Roetgen → Friesenrath → Walheim |

## Ansässige Unternehmen

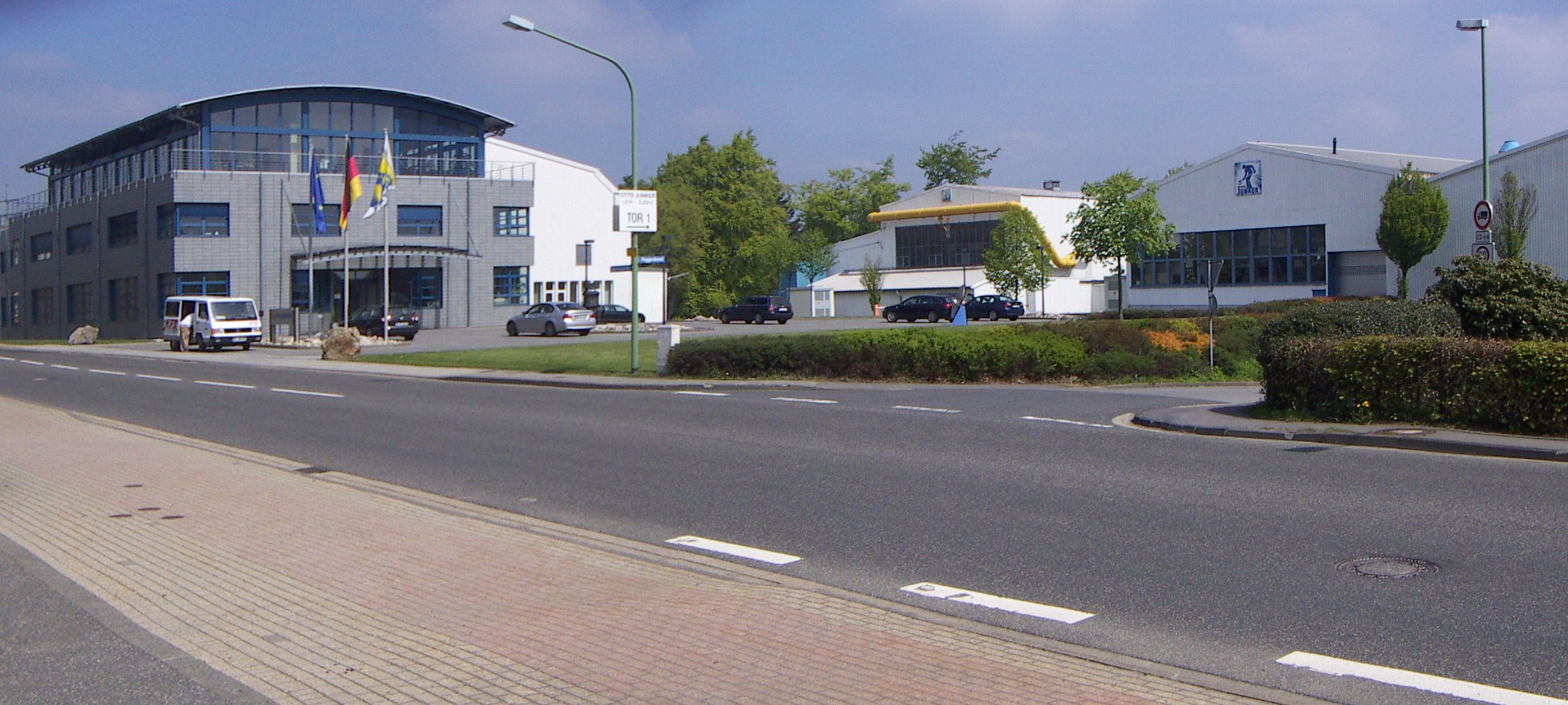
Otto Junker GmbH, der größte Arbeitgeber in Simmerath–Lammersdorf

Größter Arbeitgeber in der Gemeinde Simmerath ist die Firma Otto Junker GmbH mit Stammsitz in Lammersdorf.

## Schulen
Lammersdorf verfügt über eine Grundschule direkt im Ort. Schülern mit Gymnasial-, Realschul- oder Hauptschulempfehlung steht die Sekundarschule Nordeifel in Simmerath zur Verfügung.

## Ehrenbürger
- Nikolaus Jansen (1880–1965), römisch-katholischer Prälat und Politiker
- Otto Junker (1900–1982), Unternehmer